# 적갈색관박쥐
적갈색관박쥐(Rhinolophus rouxii)는 관박쥐과에 속하는 박쥐의 일종이다. 중국과 인도, 미얀마, 네팔, 스리랑카, 베트남에서 발견된다.

## 특징
머리부터 몸까지 길이는 7-9cm이고, 전완장은 5cm, 날개 폭은 28~31cm이다. 몸무게는 11-14g이다. 털 색은 아주 다양하다. 부드럽고 윤택이 난다. 일반적으로 불그스레한 갈색이고 하체는 희미한 색을 띤다. 비엽은 돌출되어 있고 복잡하다. 이주가 없는 큰 귀를 갖고 있다.